# Varlaam (métropolite de Moscou)
Pour les articles homonymes, voir Varlaam.
Varlaam (vers 1441 - 24 mars 1533) fut métropolite de Moscou et de toute la Russie de 1511 à 1521.